# Ommatius orus
Ommatius orus là một loài ruồi trong họ Asilidae. Ommatius orus được Oldroyd miêu tả năm 1968. Loài này phân bố ở vùng nhiệt đới châu Phi.